# Танабе, Дэвид
Дэвид Танабэ (англ. Dave Tanabe; род. 19 июля 1980, Уайт-Бэр-Лейк, Миннесота) — американский хоккеист, защитник.
На драфте НХЛ 1999 года выбран в 1 раунде под общим 16 номером командой «Каролина Харрикейнз». 21 июня 2003 года обменян в «Финикс Койотис». 18 ноября 2005 года обменян в «Бостон Брюинз». 29 августа 2006 года как неограниченно свободный агент подписал контракт с «Каролиной Харрикейнз».

## Награды
- Участник матча молодых звёзд НХЛ (2002)

## Статистика
```
                                            --- Regular Season ---  ---- Playoffs ----
Season   Team                        Lge    GP    G    A  Pts  PIM  GP   G   A Pts PIM
--------------------------------------------------------------------------------------
1997-98  US Jr. National Team        USHL   21    1    3    4   18  --  --  --  --  --
1998-99  U. of Wisconsin             NCAA   35   10   12   22   44
1999-00  Cincinnati Cyclones         IHL    32    0   13   13   14  11   1   4   5   6
1999-00  Carolina Hurricanes         NHL    31    4    0    4   14  --  --  --  --  --
2000-01  Carolina Hurricanes         NHL    74    7   22   29   42   6   2   0   2  12
2001-02  Carolina Hurricanes         NHL    78    1   15   16   35   1   0   1   1   0
2002-03  Carolina Hurricanes         NHL    68    3   10   13   24  --  --  --  --  --
2003-04  Phoenix Coyotes             NHL    45    5    7   12   22  --  --  --  --  --
2004-05  Rapperswil-Jona             Swiss   8    4    5    9    4  --  --  --  --  --
2004-05  Kloten                      Swiss  20    3    7   10   18  --  --  --  --  --
2005-06  Phoenix Coyotes             NHL    21    0    4    4    8  --  --  --  --  --
2005-06  Boston Bruins               NHL    54    4   12   16   48  --  --  --  --  --
2006-07  Carolina Hurricanes         NHL    60    5   12   17   44
--------------------------------------------------------------------------------------
         NHL Totals                        431   29   82  111  237   7   2   1   3  12

```